# Grand Coulee (Washington)
Grand Coulee ist eine City im Grant County im US-Bundesstaat Washington. Zum United States Census 2020 hatte Grand Coulee 972 Einwohner.

## Geschichte
Grand Coulee wurde offiziell am 6. November 1935 als Gebietskörperschaft anerkannt. Es liegt oberhalb des Grand Coulee Dam nahe dem North Dam.

## Geographie
Nach dem United States Census Bureau nimmt die Stadt eine Gesamtfläche von 3,34 km² ein, wovon 3,08 km² Land- und der Rest Wasserflächen sind.

### Klima
|                        | Jan    | Feb    | Mär    | Apr   | Mai   | Jun   | Jul   | Aug   | Sep   | Okt    | Nov    | Dez    |   |        |
| Mittl. Temperatur (°C) | −2,22  | 0,28   | 5,28   | 9,44  | 14,17 | 18,06 | 22,50 | 22,22 | 17,22 | 10,00  | 2,50   | −2,78  | ⌀ | 9,8    |
| Mittl. Tagesmax. (°C)  | 16,11  | 16,11  | 22,78  | 32,78 | 37,78 | 38,89 | 42,22 | 43,33 | 39,44 | 28,89  | 20,56  | 14,44  | ⌀ | 29,5   |
| Mittl. Tagesmin. (°C)  | −27,22 | −26,11 | −17,78 | −6,11 | −6,11 | 2,22  | 4,44  | 3,33  | −1,11 | −13,89 | −23,33 | −26,67 | ⌀ | −11,5  |
|                        |        |        |        |       |       |       |       |       |       |        |        |        |   |        |
| Niederschlag (mm)      | 26,92  | 25,40  | 23,11  | 22,10 | 29,21 | 26,67 | 16,26 | 7,11  | 11,18 | 17,27  | 33,02  | 36,83  | Σ | 275,08 |

| −27,22 |

| −26,11 |

| −17,78 |

| −6,11 |

| −6,11 |

| 2,22 |

| 4,44 |

| 3,33 |

| −1,11 |

| −13,89 |

| −23,33 |

| −26,67 |

| −27,22 |

| −26,11 |

| −17,78 |

| −6,11 |

| −6,11 |

| 2,22 |

| 4,44 |

| 3,33 |

| −1,11 |

| −13,89 |

| −23,33 |

| −26,67 |

## Demographie
| Jahr | Einwohner¹ |
| ---- | ---------- |
| 1940 | 3.659      |
| 1950 | 2.741      |
| 1960 | 1.058      |
| 1970 | 1.302      |
| 1980 | 1.180      |
| 1990 | 984        |
| 2000 | 897        |
| 2010 | 988        |
| 2020 | 972        |

¹ 1940–2020: Volkszählungsergebnisse

### Census 2000
Nach der Volkszählung von 2000 gab es in Grand Coulee 897 Einwohner, 410 Haushalte und 246 Familien. Die Bevölkerungsdichte betrug 314,8 pro km². Es gab 530 Wohneinheiten bei einer mittleren Dichte von 186 pro km².
Die Bevölkerung bestand zu 81,27 % aus Weißen, zu 1,11 % aus Afroamerikanern, zu 12,49 % aus Indianern, zu 1,34 % aus Asiaten, zu 2,79 % aus anderen „Rassen“ und zu 1 % aus zwei oder mehr „Rassen“. Hispanics oder Latinos „jeglicher Rasse“ bildeten 4,91 % der Bevölkerung.
Von den 410 Haushalten beherbergten 25,6 % Kinder unter 18 Jahren, 44,1 % wurden von zusammen lebenden verheirateten Paaren, 12,2 % von alleinerziehenden Müttern geführt; 39,8 % waren Nicht-Familien. 35,1 % der Haushalte waren Singles und 15,6 % waren alleinstehende über 65-jährige Personen. Die durchschnittliche Haushaltsgröße betrug 2,13 und die durchschnittliche Familiengröße 2,71 Personen.
Der Median des Alters in der Stadt betrug 45 Jahre. 22,5 % der Einwohner waren unter 18, 6,6 % zwischen 18 und 24, 20,4 % zwischen 25 und 44, 26,9 % zwischen 45 und 64 und 23,6 65 Jahre oder älter. Auf 100 Frauen kamen 92,5 Männer, bei den über 18-Jährigen waren es 80,5 Männer auf 100 Frauen.
Alle Angaben zum mittleren Einkommen beziehen sich auf den Median. Das mittlere Haushaltseinkommen betrug 21.818 US$, in den Familien waren es 29.375 US$. Männer hatten ein mittleres Einkommen von 25.625 US$ gegenüber 18.125 US$ bei Frauen. Das Pro-Kopf-Einkommen betrug 13.639 US$. Etwa 11,7 % der Familien und 19,3 % der Gesamtbevölkerung lebte unterhalb der Armutsgrenze; das betraf 25,3 % der unter 18-Jährigen und 17,6 % der über 65-Jährigen.

### Census 2010
Nach der Volkszählung von 2010 gab es in Grand Coulee 988 Einwohner, 474 Haushalte und 246 Familien. Die Bevölkerungsdichte betrug 320 pro km². Es gab 554 Wohneinheiten bei einer mittleren Dichte von 179,4 pro km².
Die Bevölkerung bestand zu 76,5 % aus Weißen, zu 1,1 % aus Afroamerikanern, zu 14,2 % aus Indianern, zu 0,8 % aus Asiaten, zu 3,5 % aus anderen „Rassen“ und zu 3,8 % aus zwei oder mehr „Rassen“. Hispanics oder Latinos „jeglicher Rasse“ bildeten 8,9 % der Bevölkerung.
Von den 474 Haushalten beherbergten 21,9 % Kinder unter 18 Jahren, 36,9 % wurden von zusammen lebenden verheirateten Paaren, 10,5 % von alleinerziehenden Müttern und 4,4 % von alleinstehenden Vätern geführt; 48,1 % waren Nicht-Familien. 40,5 % der Haushalte waren Singles und 16,3 % waren alleinstehende über 65-jährige Personen. Die durchschnittliche Haushaltsgröße betrug 2,06 und die durchschnittliche Familiengröße 2,74 Personen.
Der Median des Alters in der Stadt betrug 47,1 Jahre. 19,3 % der Einwohner waren unter 18, 6,9 % zwischen 18 und 24, 21,5 % zwischen 25 und 44, 32,2 % zwischen 45 und 64 und 20,4 65 Jahre oder älter. Von den Einwohnern waren 48,2 % Männer und 51,8 % Frauen.